# Gran Premio de Llodio 2007
Il Gran Premio de Llodio 2007, cinquantottesima edizione della corsa e valida come evento del circuito UCI Europe Tour 2007 categoria 1.1, fu disputata il 3 giugno 2007, per un percorso totale di 176,5 km. Fu vinta dallo spagnolo David de la Fuente, al traguardo con il tempo di 4h11'27" alla media di 41,877 km/h.
Al traguardo 72 ciclisti portarono a termine il percorso.

## Ordine d'arrivo (Top 10)
| Pos. | Corridore          | Squadra        | Tempo    |
| ---- | ------------------ | -------------- | -------- |
| 1    | David de la Fuente | Saunier Duval  | 4h11'27" |
| 2    | Jesús del Nero     | Saunier Duval  | a 21"    |
| 3    | José Miguel Elias  | Relax-GAM      | a 23"    |
| 4    | Mikel Astarloza    | Euskaltel      | a 45"    |
| 5    | David García       | Karpin Galicia | a 1'13"  |
| 6    | Javier Mejías      | Saunier Duval  | a 1'22"  |
| 7    | Daniel Moreno      | Relax-GAM      | s.t.     |
| 8    | Haimar Zubeldia    | Euskaltel      | s.t.     |
| 9    | Carlos Torrent     | Viña Magna     | s.t.     |
| 10   | Francisco Ventoso  | Saunier Duval  | s.t.     |